# Charles Coughlin
Padre Charles Edward Coughlin (Hamilton, 25 ottobre 1891 – Bloomfield Hills, 27 ottobre 1979) è stato un presbitero statunitense.
Sacerdote cattolico, esercitò il suo ministero presso la chiesa National Shrine of the Little Flower di Royal Oak nel Michigan. Fu uno dei primi leader politici ad utilizzare la radio per raggiungere un pubblico di massa, composto da più di 30 milioni di americani sintonizzati sulle sue trasmissioni settimanali nel corso del 1930. Circa 80.000 gli americani che settimanalmente gli scrivevano. All'inizio della sua carriera, Coughlin, fu un sostenitore di Franklin D. Roosevelt ed il New Deal, prima di diventarne in seguito un severo critico, soprattutto per l'eccessiva amicizia del presidente statunitense verso i banchieri.
La visione politico-economica di padre Coughlin coniugava un forte accento sulla contrapposizione tra economia reale e finanza, con la prima vista duramente danneggiata dal prevalere della seconda, all'approfondito richiamo a temi quali la giustizia sociale e il lavoro, a suo parere sottratti alla maggior parte della popolazione statunitense dagli eventi politici ed economici che avevano portato alla Grande depressione. Giorgio Galli, storico e politologo italiano, ha inserito la sua visione nel filone dell'anticapitalismo di destra.
Nel 1934, annunciò una nuova organizzazione politica chiamata National Union for Social Justice. Si batté per le riforme monetarie, la nazionalizzazione delle grandi industrie e delle ferrovie e la tutela dei diritti dei lavoratori. L'adesione al suo movimento politico (di tipo distributista) incontrò l'affezione da parte di milioni di persone, come avvenne al Movimento populista del 1890.
Dopo aver riservato attacchi ai banchieri ebrei, Coughlin, cominciò ad usare il suo programma radiofonico per il suo avvicinamento all'ideologia dell'antisemitismo e più tardi quale sostegno per le politiche di Adolf Hitler e Benito Mussolini. Le trasmissioni vennero definite "una variazione dell'agenda fascista applicata alla cultura americana".
Ai temi religiosi preferì principalmente temi di politica ed economia, manifestando un'aperta avversione sia per il capitalismo che per il comunismo, definiti quali "le medesime facce di uno stesso Satana, che rende l'uomo schiavo". Da una Syndication di stazioni radiofoniche, "fino ai microfoni dell'onnipotente CBS", si presentava come fautore della giustizia sociale, per spiegare il crack del 1929, quali inganni fossero stati messi in atto per provocarlo, quali fossero stati i veri colpevoli della miseria dei cittadini, quali fossero i principi di una sana economia e quindi scagliarsi contro le politiche economiche del New Deal. Molti vescovi americani, così come il Vaticano, volevano farlo tacere, ma fu l'amministrazione Roosevelt che attuò la cancellazione del suo programma radiofonico e vietò la diffusione attraverso la posta del suo giornale il Social Justice.
Nell'ottobre del 1939, ad un mese dall'avvenuta invasione della Polonia, entrò infatti in vigore il codice adottato dalla National Association of Broadcaster (NAB), con il quale si imposero nuove regole e severe limitazioni agli spokesmen of controversial public issues (ai portavoce di questioni pubbliche controverse). Fu accusato di essere seguace di Mussolini, gli furono tolti i microfoni. L'entrata in guerra consentì di ridurre al silenzio padre Coughlin come complice del nemico"
A partire dal 1942 Coughlin, di carattere schivo e riservato, "scomparve nel silenzio dei media" e continuò lontano dalla luce dei riflettori il suo servizio pastorale fino al 1966, anno in cui andò in pensione. Scomparve all'età di 88 anni, nel 1979 a Bloomfield Hills, nel Michigan; fino al termine della sua vita aveva continuato a scrivere vari opuscoli nei quali individuava l'attivismo degli ebrei come una delle cause dello sviluppo del comunismo. È sepolto presso il cimitero "Holy Sepulchre" di Southfield.